# Davilla glabrata
Davilla glabrata är en tvåhjärtbladig växtart som beskrevs av Carl Friedrich Philipp von Martius och August Wilhelm Eichler. Davilla glabrata ingår i släktet Davilla, och familjen Dilleniaceae. Inga underarter finns listade i Catalogue of Life.